# Шарл Матје Дусе
Шарл Матје Дусе (фр. Charles Mathieu Doucet; Avernas-le Bauduin 18. фебруар 1864 — Београд, 29. јул 1929) је био први западноевропски учитељ мачевања у Србији, истакнути пропагатор мачевања у Краљевини Србији и у Краљевини СХС.
Дао је непроцењив допринос развоју спорта, првенствено мачевања  и био одличан учитељ, изванредан педагог и велики ентузијаста у свом позиву. Дао је низ значајних дoприноса развоју физичке културе у Србији.

## Биографија
Рођен је у Avernas-le Bauduin у Белгији. Током 1889. је завршио Мачевалачку академију у Бриселу (фр. Cercle d’Escrime Bruxelles), као први у рангу. Исте године, на позив турске владе, отишао је у Истанбул, где је ангажован као учитељ борења на Војној академији.
У Истанбулу се упознао са аташеом Краљевине Србије и генералштабним пуковником Светозаром Нешићем, који му је предложио да пређе у Београд.
На лични позив краља Александра Обреновића, на јесен 1891. је дошао у Београд, где је радио као контрактуални (на уговор), а затим као редовни виши учитељ борења на Нижој школи Војне академије и са тим звањем је пензионисан 1. маја 1923. године.
Сродио се са новом средином и оженио се са Новосађанком Аном Лукачек, пореклом Чехињом, ћерком познатог трговца Николе Лукачека.
Најпре је био наставник борења бајонетом, као основним пешадијским хладним оружјем тог периода, затим учитељ борења сабљом за коњицу, а тек потом и спортског мачевања.
Његов долазак у Београд је представљао преломни тренутак, значајан за повратак правој вештини европског, модерног мачевања у Србију 19. века. До његовог доласка мачевање су предавали по старој методи, немачкој методи. Модернизовао је мачевање на Војној академији увођењем „француске школе", као и рапирне борбе, која није била раније заступљена у Србији.
За веома кратко време успео је да окупи око себе низ врсних официра који су имали талента за мачевање.
Децембра 1894. се обратио Министарству просвете са предлогом да се у бегорадске школе уведе грађанско спортско мачевања. Исте године је примљен за наставника мачевања у Вишем женском заводу, приватној школи, у којој су се мачевању обучавале  девојке из отменијих кругова. То је била прва грађанска (цивилна) школа у којој је Дусе држао спортско мачевање.
18/30. јануара 1897. отворена је Школа борења Шарла Душеа. Школа је отворена на Теразијама у згради Авале, у стану где је касније боравио Никола Пашић. За часове мачевања је коришћен цео спрат.  Школа је одлично радила и имала је пуно полазника, међу њима београдски лекари, адвокати и људи других професија, ђаци, студенти, као и девојке, углавном из дипломатских кругова.
Он је 1. маја 1897. основао Борачко друштво „Српски мач", прво мачевалачко друштво у Београду. Од тада је започео организован развој мачевалачког спорта у Србији. Први јавни час мачевања друштво је приредило средином маја 1897. године у кафани „Булевар", која се налазила у згради где је данас Биоскоп „Балкан", уз присуство великог броја полазника његове школе. Том приликом Дусе је у борби однео победу над Сантелијем, професором мачевања из Пеште. У друштву  се окупио велики број љубитеља мачевања, а он је предавања држао са великом љубављу, муњевитом брзином је решавао најкомпликованије техичке радње. Био прави атлета, ретке издржљивости, доминирао је над својим противником самог почетка борбе. У периоду 1898-1909 друштво је давало најбоље борце у војсци и грађанству. Од 1906. је био члан Лоптачког одсека „Српског мача".
На иницијативу Дусеа је 1. новембра 1900, под патронатом Војне академије, основана је Официрска школа борења, чији је управник био инжињеријски пуковник Дамјан Поповић. У њој се мачевање вежбало веома интензивно, свакога дана од 8 до 12 часова, у сали Војне академије. Дусе је држао часове са помоћницима, пешадијским поручницима Драгољубом Бајаловићем и Александром Јосифовићем. У школи се по завршетку двогодишњег течаја полагао завршни испит пред комисијом.
Био је задужен за одржавање часова мачевања у целој војсци, како на академији, тако и у нижим и вишим војним школама.
За потребе Војне Академије 1898. године изао је књигу: „Упутство за борење ножем (бајонетом)”, на 32 стране и са 25 фотографија. Вероватно су постојали слични приручници за борбу сабљом и рапиром, али они нису сачувани услед ратних разарања.
Конструисао је нови модел дршке за сабљу, који је усвојен на Конгресу Међународне мачевалачке федерације (ФИЕ), а користио се већ на мачевалачким академијама у Бечу и Будимпешти.
Војна академија је активно помагала и цивилно мачевање у грађанским школама, како опремом тако и повременим уступањем простора за мачевалачке активности.
Војна академија је била затворена од септембра 1912. до октобра 1913. године и од јула 1914. до октобра 1919. године. Када је поново отпочела са радом 1. октобра 1919. године. Предмет борења (мачевање) поново је предавао Шарл Дусе, са звањем вишег наставника борења.
Захваљујући њему у војсци се по први пут појавило и спортско мачевање. Дусе је официре учио борби спортском сабљом, флоретом и мачем. Официри су више вежбали технику спортског него борбеног мачевања, који је готово сасвим изгубило гимнастичко-егзерцирни карактер. Као борбену вештину, у редовном програму обуке, мачевање се учило само у коњици. У осталим родовима се борбено мачевање изучавало по избору.
Са својим најбољим ђацима наступао на међународним мачевалачким академијама у Будимпешти, Бечу, Паризу, Софији, Загребу, Београду и другим градовима.
Након Мајског преврата 1903. ангажован је као лични инструктор принчева Ђорђа и Александра Карађорђевића. Због часова је долазио два пута недељно у двор.
Године 1907, заједно са Ербом и Милутином Крњајићем и официрима војске је активно  учествовао у раду Борачког друштва „Душан Силни”, којег је такође представљао на многим турнирима и академијама.
Од 1906. године, Министарство просвете је покренуло иницијативу за отварање „Гимнастичке школе“ у Београду са циљем школовања наставника гимнастике за рад у основним и средњим школама Краљевине Србије. Крајем новембра 1907. године донета је одлука о отварању школе.  Први курс је организован у мају 1908. године. За учитеља борења је ангажован Шарл Дусе, а за гимнастику Франтишек Хофман. Настава се давала у два тромесечна циклуса. Дусе је држао је по четири часа мачевања недељно.
„Гимнастичка школа“ је била претеча данашњег Факултета спорта и физичког васпитања.
Под покровитељством краља Петра I Карађорђевића у Београду је 21. фебруара 1908. године одржана мачевалачка академија, прва позната мачевалачка манифестација.
За свој дугогодишњи и веома успешан рад, као врсни учитељ мачевања у Војној академији, на предлог Министарства војске и морнарице Краљевине СХС,  12. јула 1920. године је одликован Орденом Светог Саве II реда. Две недеље пре пензионисања, 17. априла 1923. године је одликован Орденом Белог орла I реда. Након пензионисања, на његово место, од 21. октобра 1923. године постављан је пешадијски пуковник Богољуб Динић.
Умро је 29. јула 1929. године у Београду. Сахранио га је његов таст Никола Лукачек, на Новом гробљу.

## Остале активности
Бавио се моторциклизмом и бициклизмом. Учествовао је у „Велосипедској трци Ниш-Београд", на стази дугој 250 километара, одражаној 20. маја 1898. Од 1900. је био члан Управе Првог српског Велосипедског друштва. Године 1910. је отворио приватно заступништво „Фабрик Насионала“ у Београду, под називом „Белгијска индустријска агенција“, с тежњом да се бави првенствено увозом бицикала, моторцикала и аутомобила. Године 1911. је купио свој први аутомобил, такође од исте фабрике, поставши тако један од првих власника аутомобила у Србији. Аутомобил је у Београду носио регистарски број 16, и могао је да развије брзину од 60 km/h. Дусе је био власник и једне од првих такси фирми у Београду. На почетку Првог светског рата постављен је за командира Аутомобилског одељења Врховне команде.
По избијању Првог балканског рата, због потражње официра за личним оружјем, увезао је прву количину пиштоља марке ФН-Браунинг М 1910 у калибру 7,65 mm. Показао се као способан и далековид трговац, поставши један од првих купаца овог оружја, а трговином оружја се бавио до смрти.
 Увидом у регистре продаје оружја у фабрици, као и преписе изворног истражног материјала против Гаврила Принципа и других, установљено је да су четири пиштоља, модела ФН-Браунинг М 1910, калибра 9х17 мм и серијских бројева 19074, 19075, 19120 и 19126 које су користили сарајевски атентатори, набављени из Белгије, управо преко његове агенције. Гаврило Принцип је користио пиштољ који је носио серијски број 19075. У току истраге Сарајевског атентата истражни органи, нису покушавали да открију порекло оружја и задвољили су се сазнањем о томе да су оружје за атентаторе обезбедили Војислав Танкосић и Милан Цигановић. Осим тога, Драгиша Стојадиновић је тврдио да је јануара 1914, на старом Београдском стрелишту код Вајфертове пиваре,  заједно са Војиславом Танкосићем обучавао  Гаврила Принципа и Трифка Грабежа. За обуку гађањем су користили два Браунинг пиштоља, као и већа количина муниције, које је Танкосић добио на поклон од Дусеа.